# Galero

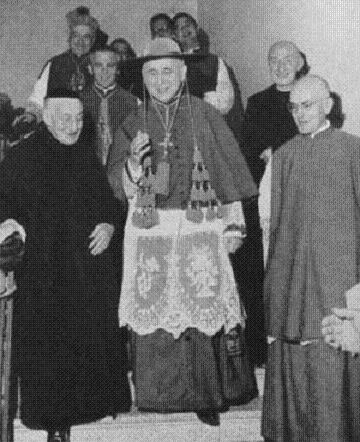
Arcibiskup Giovanni Colombo v roce 1965 se zeleným arcibiskupským galerem.

Galero je typ pastýřského klobouku, který byl užíván římskokatolickými duchovními. Po druhém vatikánském koncilu je užití galera omezeno na použití v rámci církevní heraldiky.

## Historie
Papež Inocenc IV. daroval kardinálskému kolegiu roku 1245 privilegium užívání červeného pastýřského klobouku, které dalo základ galeru na prvním lyonském koncilu.
Papež galero umisťoval během konsistoře na hlavu nových kardinálů. Po druhém vatikánském koncilu jim klade na hlavu biret.

## Charakteristika
Galero používali kardinálové zvláště ve středověku. Na rozdíl od Saturna, se galero používalo i během liturgie. Barva kardinálského galera je červená, arcibiskupům a biskupům je vyhrazeno zelené, preláti mohli užívat fialové. Má velmi široké okraje dosahující dokonce až obrys ramen nositele. Má bohatě zdobené střapce, tak jak je zachycuje církevní heraldika, kde se nachází jeho jediné aktuální uplatnění, od roku 1969.

## Užití
Používání galera bylo instrukcí papežského státního sekretariátu Ut sive sollicite v roce 1969 omezeno pouze na heraldické použití (bylo zakázáno jeho oblékání). Je součástí schémat všech erbů katolických duchovních. V černé barvě pro kněze, fialové pro preláty, v zelené pro arci/biskupy a červené pro kardinály.

## Galerie

Svatý Jeroným od Rubense s raným typem galera, 1625
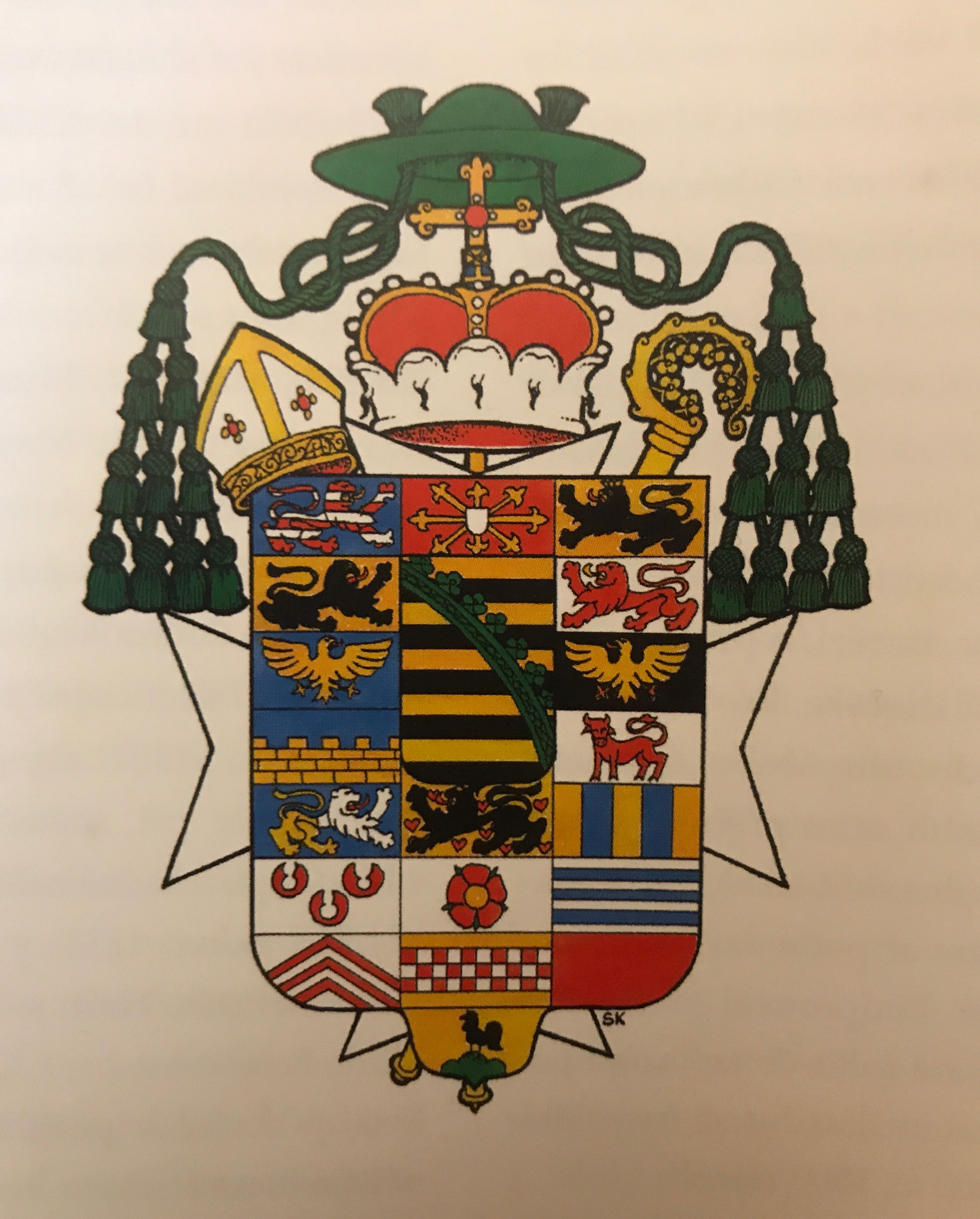
Arcibiskupské galero ve znaku Mořice Adolfa Saského, po papežské instrukci v roce 1969 již ve znaku nejsou užívány mitra a berla (v tomto případě je zde navíc ještě knížecí koruna)
Biskupské galero ve znaku Mons. Alaina Casteta, již podle instrukce Ut sive sollicite
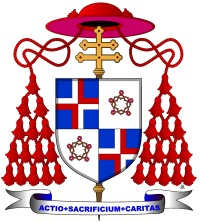
Kardinálské galero ve znaku kardinála Štěpána Trochty
Černé galero ve znaku opata Jeana Pateaua